# Un passeig amb la Madeleine
Un passeig amb la Madeleine (títol original en francès, Une belle course) és una pel·lícula dramàtica francobelga del 2022 dirigida per Christian Carion. S'ha doblat i subtitulat al català.
La pel·lícula va entrar en producció a la primavera de 2021. La pel·lícula es va estrenar el 23 d'agost de 2022 al Festival de Cinema Francòfon d'Angulema. També es va projectar com a presentació especial al Festival Internacional de Cinema de Toronto de 2022, abans d'estrenar-se comercialment el 21 de setembre.

## Premissa
La pel·lícula és protagonitzada per Line Renaud com a Madeleine, una dona gran de París que es trasllada a una residència d'avis. En el camí, demana al taxista Charles (Dany Boon) que es desviï per diversos llocs de la ciutat que han significat alguna cosa per a ella a la seva vida.

## Repartiment
- Line Renaud com a Madeleine
- Dany Boon com a Charles
- Alice Isaaz com la jove Madeleine
- Jérémie Laheurte com a Ray
- Gwendoline Hamon com a Denise
- Julie Delarme com a Karine
- Thomas Alden com a Mathieu
- Hadriel Roure com el jove Mathieu